# Затримка статевого дозрівання
Затримка статевого дозрівання, затримка статевого розвитку - явище, коли у людини відсутні або недостатньо розвинуті специфічні статеві ознаки після звичайного для загальної популяції віку настання статевого дозрівання. Людина може не мати фізичних або гормональних ознак того, що почалося статеве дозрівання. У США вважається, що дівчата мають затримку статевого дозрівання, якщо у них не розвиваються груди до 13 років або не почалася менструація до 15 років.  Вважається, що хлопчики мають затримку статевого дозрівання, якщо до 14 років у них не збільшуються яєчка. Затримка статевого дозрівання вражає приблизно 2% підлітків.  
Найчастіше статеве дозрівання може затримуватися на кілька років і згодом відбуватися нормально. У цьому випадку це вважається конституційною затримкою росту та статевого дозрівання, варіацією здорового фізичного розвитку.  Затримка статевого дозрівання також може виникнути через різні причини, такі як недоїдання, різні системні захворювання, дефекти репродуктивної системи (гіпогонадизм) або нечутливість організму до статевих гормонів. 
Початкове обстеження для виявлення затримки статевого дозрівання, не пов’язаної з хронічним захворюванням, включає вимірювання сироваткових рівнів гормонів ФСГ, ЛГ, тестостерону / естрадіолу, а також рентгенографічне визначення кісткового віку.  Якщо стає зрозуміло, що існує сталий дефект репродуктивної системи, лікування зазвичай передбачає замінну терапію відповідними гормонами (тестостерон / дигідротестостерон для хлопчиків,  естрадіол та прогестерон для дівчаток). 

## Часові рамки і визначення
Статеве дозрівання вважається затриманим, якщо у дитини ще не настало статеве дозрівання у віці, коли два стандартні відхилення або приблизно у 95% дітей подібного походження і з подібними умовами розвитку його мають.   
У США статеве дозрівання вважається затриманим, якщо до 13 років не почався розвиток грудей, якщо до 15 років не почалася менструація  і коли немає підвищеної швидкості росту.  Крім того, сповільнене прогресування за шкалою Теннера або відсутність менархе протягом 3 років після розвитку грудей також можна вважати затримкою статевого дозрівання. 
Вік настання статевого дозрівання у дівчат сильно залежить від їхнього расового походження. Затримка статевого дозрівання означає відсутність розвитку грудей до 12,8 років для дівчат європейського походження і до 12,4 років для темношкірих.   Відсутність менструації до 15 років у дівчат будь-якого етнічного походження вважається затримкою статевого дозрівання. 
У хлопчиків статеве дозрівання вважається затриманим, якщо у 14 років яєчки залишаються менше 2,5 см в діаметрі  або менше 4 мл в об'ємі.  Затримка статевого дозрівання частіше зустрічається у хлопчиків. 
Хоча відсутність волосся на лобку та/або пахвових западинах часто зустрічається у дітей із затримкою статевого дозрівання, його наявність зумовлена секрецією статевих гормонів надниркових залоз, не пов’язаних із статевими гормонами, що виробляються яєчниками чи яєчками.  
Вік настання статевого дозрівання залежить від генетичного чинника, загального стану здоров’я, соціально-економічного статусу та впливу навколишнього середовища. Діти, які живуть ближче до екватора, на менших висотах, у містах, як правило, починають процес статевого дозрівання раніше, ніж їхні однолітки.  Діти з легким або патологічним ожирінням також частіше починають статеве дозрівання раніше, ніж діти з нормальною вагою.  Варіації в генах, пов'язаних з ожирінням, таких як FTO або NEGRI, були пов'язані з ранішим початком статевого дозрівання.  Діти, чиї батьки мали статеве дозрівання в більш ранньому віці, також частіше дозрівають раніше, особливо дівчата. Вік початку менструації добре корелює між матерями та дочками та між сестрами. 

## Причини
Затримку статевого дозрівання можна розділити на чотири категорії від найпоширенішої до найменш поширеної: 

### Конституційна і фізіологічна затримка
Діти, які є здоровими, але мають повільніші темпи фізичного розвитку, ніж у середньому, мають конституційну затримку з подальшою затримкою статевого дозрівання. Це найпоширеніша причина затримки статевого дозрівання у дівчат   (30%)  і навіть більше у хлопчиків  (65%).  Зазвичай це явище успадковується, до 80% варіацій у віці настання статевого дозрівання зумовлено генетичними факторами.   У дитинстві ці діти мають нижчий зріст, ніж їхні однолітки відповідного віку, але їхній зріст відповідає кістковому віку, що означає, що у них сповільнене дозрівання скелета з потенціалом для майбутнього зростання. 
Часто важко визначити, чи пацієнт має справжню конституціональну затримку росту та статевого дозрівання, чи він має якусь патологію, оскільки лабораторні тести не завжди дозволяють визначити різницю.  За відсутності будь-яких інших симптомів низький зріст, затримка росту та ваги та/або затримка статевого дозрівання можуть бути єдиними клінічними проявами деяких хронічних захворювань, включаючи целіакію.    

### Недоїдання або хронічні захворювання
Якщо діти з недостатньою вагою або хворобливі діти мають затримку статевого дозрівання, необхідно шукати захворювання, які спричиняють тимчасову та оборотну затримку статевого дозрівання.  Хронічні захворювання, такі як серпоподібноклітинна анемія    і таласемія,  муковісцидоз,  ВІЛ / СНІД, гіпотиреоз,  хронічна хвороба нирок   і хронічні шлунково-кишкові розлади (такі як целіакія   і запальне захворювання кишечника   ) викликають затримку активації гіпоталамічної ділянки мозку для надсилання сигналів про початок статевого дозрівання. 
У тих, хто пережив онкологічне захворювання в дитинстві, також може спостерігатися затримка статевого дозрівання внаслідок лікування, особливо у чоловіків.   Тип лікування, дозування і вік під час терапії визначають ступінь впливу на статеві залози, причому молодші пацієнти мають менший ризик негативних репродуктивних ефектів. 
Надмірні фізичні вправи та фізичний стрес, особливо у спортсменів, також можуть затримати початок статевого дозрівання.  Розлади харчової поведінки, такі як нервова булімія та нервова анорексія, також можуть погіршити статеве дозрівання через недоїдання.  
Також було показано, що дієти з обмеженням споживання вуглеводів зменшують стимуляцію викиду інсуліну, який, у свою чергу, не стимулює кісспептинові нейрони, життєво важливі для вивільнення гормонів, що стимулюють статеве дозрівання.  Діти з обмеженим споживання вуглеводів і діти з цукровим діабетом 1-го типу можуть мати затримку статевого дозрівання.  

### Первинна недостатність яєчників або яєчок (гіпергонадотропний гіпогонадизм)

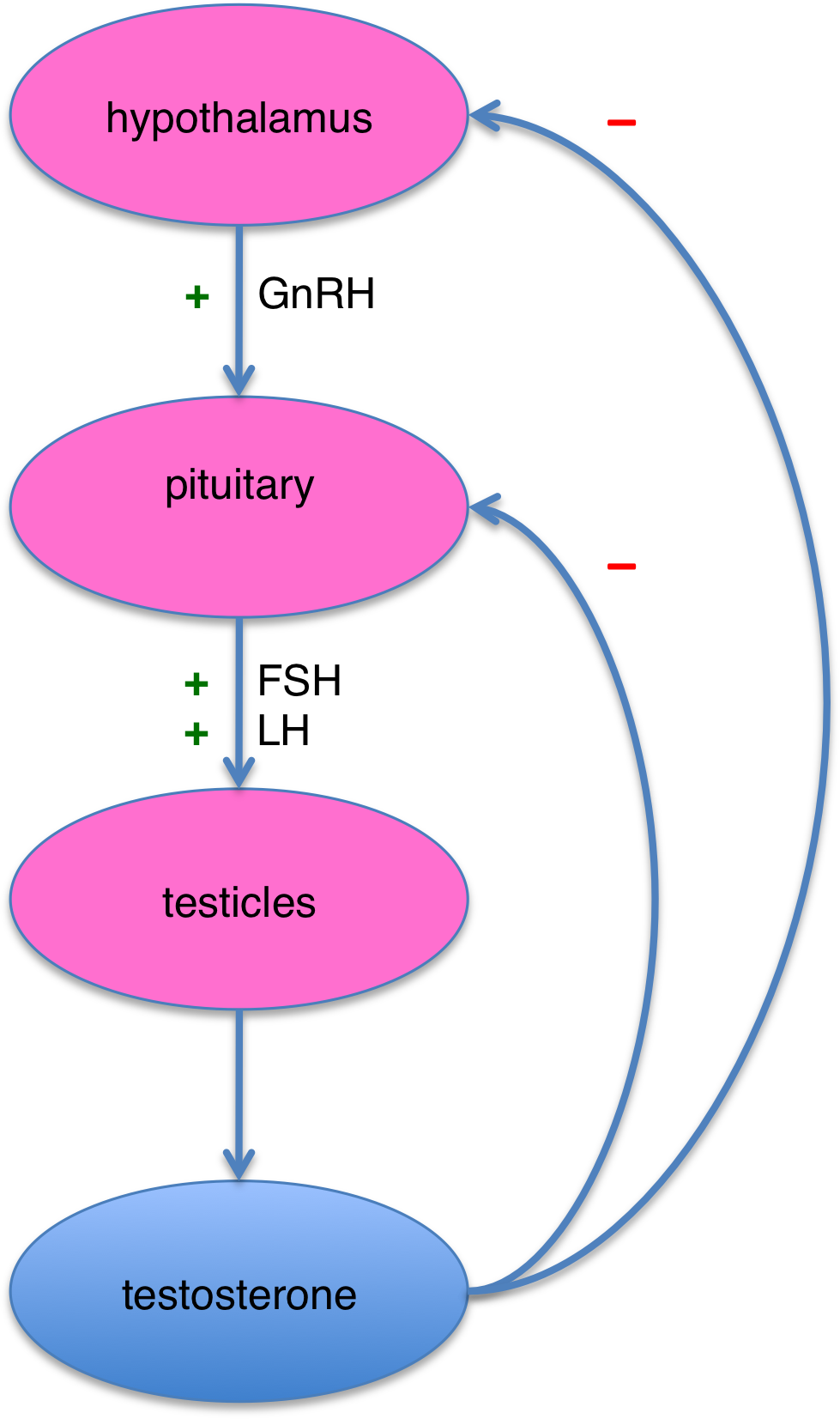
Вісь гіпоталамус-гіпофіз-яєчка та гормони, що виробляються кожною частиною осі. Знаки (+) вказують на те, що орган стимулюється гормонами, які виділяються з попереднього в ланцюжку органу.

Первинна недостатність яєчників або яєчок (гонад) спричиняє затримку статевого дозрівання через відсутність гормональної реакції кінцевих рецепторів гіпоталамо-гіпофізарно-гонадної осі.  У цьому сценарії мозок надсилає багато гормональних сигналів (високий рівень гонадотропіну), але статеві залози не можуть реагувати на ці сигнали, що викликає гіпергонадотропний гіпогонадизм.  Гіпергонадотропний гіпогонадизм може бути викликаний вродженими дефектами або набутими дефектами. 

#### Вроджені порушення
Вроджені захворювання включають нелікований крипторхізм, коли яєчка не опускаються з черевної порожнини до калитки.  Інші вроджені порушення мають генетичну природу. У чоловіків можуть спостерігатися деформації сім’яних канальців, як-от синдром Клайнфельтера (найчастіша причина у чоловіків),  дефекти у продукції тестикулярних стероїдів, мутації рецепторів, що перешкоджають роботі тестикулярних гормонів, хромосомні аномалії, такі як синдром Нунана, або проблеми з клітинами, що утворюють яєчка.  Жінки також можуть мати хромосомні аномалії, такі як синдром Тернера (найпоширеніша причина у дівчаток),  дисгенезія гонад XX і дисгенезія гонад XY, порушення шляхів синтезу гормонів яєчників, такі як дефіцит ароматази  або вроджені анатомічні деформації, такі як агенезія Мюллера. 

#### Набуті розлади
Набуті захворювання включають паротитний орхіт, інфекцію Коксакі В, опромінення, хіміотерапію або травму - всі проблеми, що призводять до відмови статевих залоз.  

### Генетичний або набутий дефект гормонального шляху статевого дозрівання (гіпогонадотропний гіпогонадизм)
Гіпоталамо-гіпофізарно-гонадна вісь (вісь ГГГ) також може бути порушена на рівні головного мозку.  Мозок не надсилає свої гормональні сигнали до статевих залоз (низький рівень гонадотропінів), внаслідок чого статеві залози взагалі ніколи не активуються, що призводить до гіпогонадотропного гіпогонадизму.  Вісь ГГГ може мати дефекти в двох місцях: на рівні гіпоталамуса або гіпофіза.  Розлади ЦНС, такі як дитячі пухлини головного мозку (наприклад, краніофарингіома, пролактинома, гермінома, гліома), можуть порушити зв’язок між гіпоталамусом і гіпофізом.  Пухлини гіпофіза, особливо пролактиноми, можуть підвищувати рівень дофаміну, спричиняючи гальмування осі ГГГ.  Гіпоталамічні розлади включають синдром Прадера-Віллі та синдром Калмана , але найпоширенішою причиною гіпогонадотропного гіпогонадизму є функціональний дефіцит гормонального регулятора, що виробляється гіпоталамусом, гонадотропін-рилізинг-гормону або GnRH. 

## Діагностика
Дитячі ендокринологи – це лікарі, які мають найбільшу підготовку та досвід в оцінці затримки статевого дозрівання. Повний анамнез, огляд, оцінка характеру росту, фізикальне обстеження, а також лабораторні дослідження та медична візуалізація дозволяють виявитиь більшість системних захворювань і станів, здатних призупинити розвиток або затримати статеве дозрівання, а також надати підказки до розпізнання деяких синдромів, що впливають на репродуктивну систему. 
Своєчасне медичне обстеження є необхідністю, оскільки майже половина дівчат із затримкою статевого дозрівання мають в її основі певну патологію. 

### Анамнез та фізикальне обстеження

#### Конституційна і фізіологічна затримка
Діти із конституційною затримкою нижчі за своїх однолітків, не мають стрибка росту та мають меншу статуру.  Їхній ріст починає сповільнюватися за роки до очікуваного стрибка зростання внаслідок статевого дозрівання, що допомагає відрізнити конституційну затримку від розладу, пов’язаного з віссю ГГГ.  Повний сімейний анамнез із зазначенням віку, в якому батьки досягли пубертатного періоду, також може стати точкою відліку для визначення очікуваного віку статевого дозрівання.   Параметри вимірювання росту у дітей із підозрюваною затримкою розвитку включають зріст, вагу, швидкість росту та розрахований середній зріст батьків, який представляє очікуваний зріст дитини у дорослому віці.  

#### Недоїдання або хронічні захворювання
Дієта та звички фізичної активності, а також історія попередніх серйозних захворювань, історія прийому ліків можуть дати підказки щодо причини затримки статевого дозрівання.  Затримка росту та статевого дозрівання можуть бути першими ознаками важких хронічних захворювань, таких як метаболічні розлади, включаючи запальні захворювання кишечника та гіпотиреоз.  Такі симптоми, як втома, біль і ненормальний характер стулу, вказують на хронічне захворювання.  Низький ІМТ може привести лікаря до діагностики розладу харчової поведінки, недоїдання, жорстокого поводження з дитиною або хронічниї шлунково-кишкових розладів. 

#### Первинна недостатність яєчників або яєчок
Євнухоїдна форма тіла, коли розмах рук перевищує зріст більш ніж на 5 см свідчить про затримку закриття пластини росту внаслідок гіпогонадизму.  Синдром Тернера має унікальні діагностичні характеристики, включаючи перетинчасту шию, низький зріст, щитоподібну грудну клітку та низьку лінію росту волосся.  Синдром Клайнфельтера проявляється високим зростом, а також маленькими твердими яєчками. 

#### Генетичний або набутий дефект гормонального шляху статевого дозрівання
Відсутність нюху (аносмія) разом із затримкою статевого дозрівання є серйозними клінічними ознаками синдрому Калманна.    Дефіцит гонадотропін-рилізінг-гормону (GnRH), сигнального гормону, який виробляється у гіпоталамусі, може спричинити вроджені вади розвитку, включаючи заячу губу та сколіоз.  Наявність неврологічних симптомів, включаючи головний біль та розлади зору, вказують на розлади мозку, такі як пухлина мозку, що викликає гіпопітуїтаризм.  Наявність неврологічних симптомів на додаток до лактореї є ознакою високого рівня пролактину і може вказувати або на побічну дію ліків, або на пролактиному. 

### Візуалізація

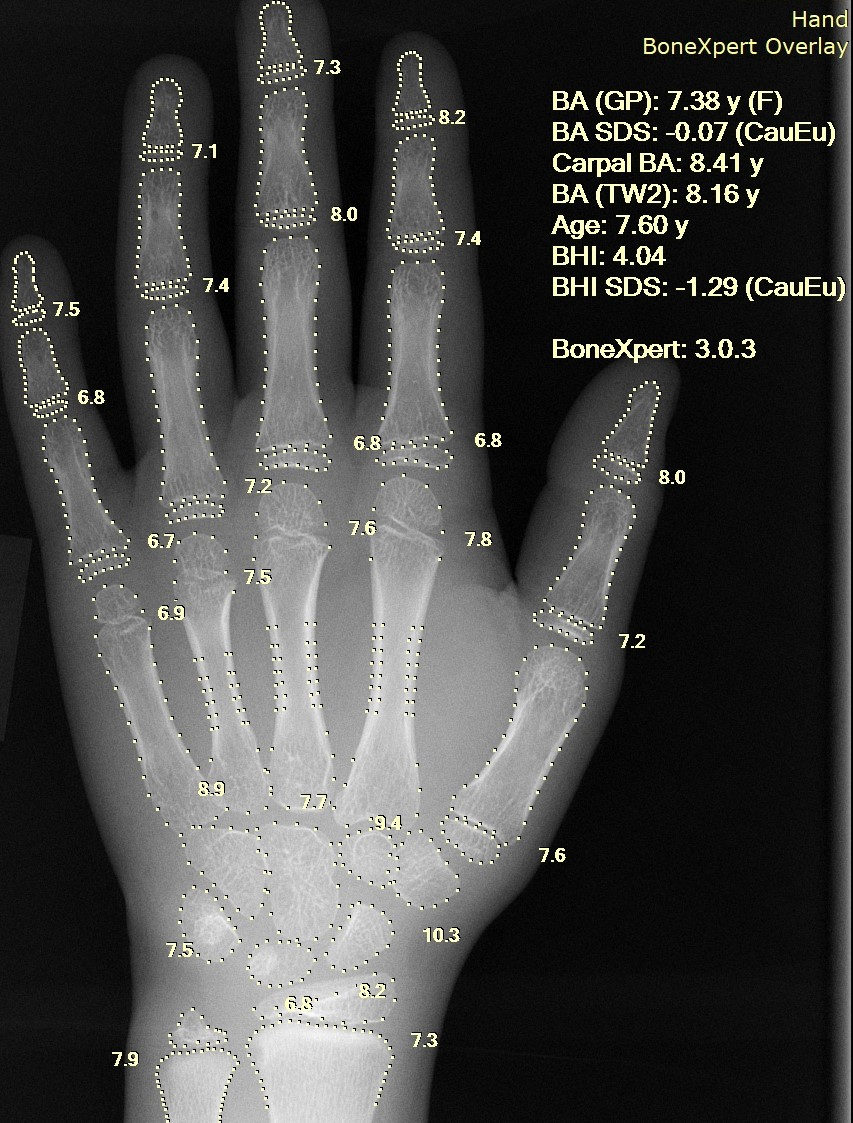
Визначення кісткового віку дозволяє порівняти його з хронологічним віком й оцінити майбутній потенціал росту.

Оскільки дозрівання кісток є хорошим показником загального фізичного дозрівання, рентгенівський знімок лівої руки та зап’ястка для оцінки кісткового віку зазвичай показує, чи досягла дитина стадії фізичного дозрівання, на якій має настати статеве дозрівання.   Рентгенівський вік кісток <11 років у дівчат або <13 років у хлопчиків (незважаючи на вищий хронологічний вік) найчастіше відповідає конституційній затримці статевого дозрівання.   Слід розглянути можливість проведення МРТ головного мозку, якщо на додаток до затримки статевого дозрівання наявні неврологічні симптоми, та дві знахідки, підозрілі щодо наявності пухлини гіпофіза або гіпоталамуса.   МРТ також може підтвердити діагноз синдрому Калманна через відсутність або аномальний розвиток нюхового тракту.  Однак за відсутності чітких неврологічних симптомів МРТ може бути не найвигіднішим варіантом.  УЗД органів малого таза може виявити анатомічні аномалії, включаючи неопущені яєчка та агенезію Мюллера.  

### Лабораторна оцінка

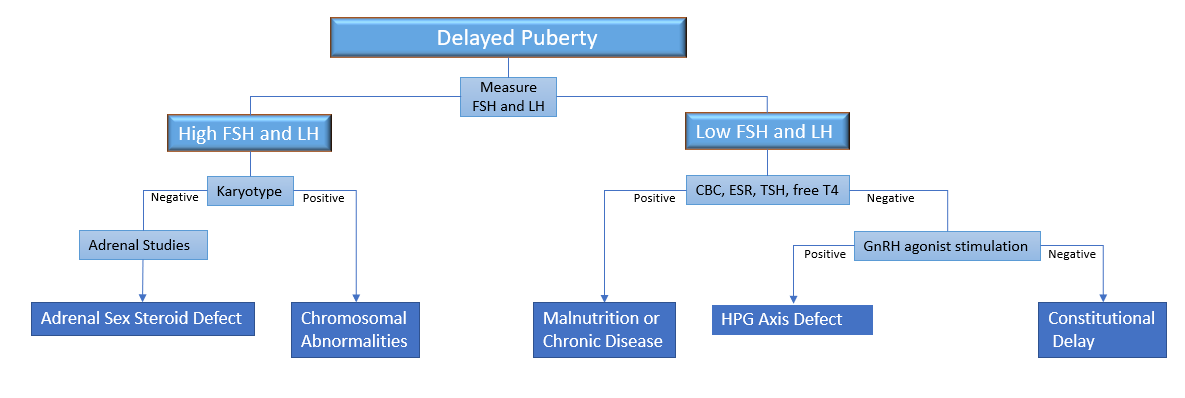
Обстеження при затримці статевого дозрівання

Перший крок в оцінці дітей із затримкою статевого дозрівання включає розмежування різних причин затримки статевого дозрівання. Конституційну затримку можна оцінити за допомогою ретельного анамнезу, визначення фізичного та кісткового віку.  Недоїдання та хронічні захворювання можна діагностувати за допомогою анамнезу та тестування на конкретне захворювання.  Скринінгові дослідження включають загальний аналіз крові, швидкість осідання еритроцитів і дослідження щитоподібної залози.  Гіпогонадизм можна диференціювати між гіпер- та гіпогонадотропним гіпогонадизмом шляхом вимірювання сироваткового рівня фолікулостимулюючого гормону (ФСГ) і лютеїнізуючого гормону (ЛГ) (гонадотропіни для оцінки функції гіпофіза) та естрадіолу у дівчаток (для оцінки функції гонад).   До 10–12 років діти з недостатністю функції яєчників або яєчок матимуть високий рівень ЛГ і ФСГ, оскільки мозок намагається прискорити статеве дозрівання, але статеві залози не реагують на ці сигнали.  
Стимулювання організму шляхом введення штучної версії гонадотропін-рилізинг-гормону (GnRH, гіпоталамічного гормону) допоможе відрізнити конституційну затримку статевого дозрівання від дефіциту GnRH у хлопчиків. Жодних досліджень у дівчаток на підтвердження ефективності цього тесту не проводилося.   Часто достатньо просто виміряти базові рівні гонадотропіну. 
У дівчаток з гіпогонадотропним гіпогонадизмом вимірюють рівень пролактину в сироватці крові, щоб визначити наявність у них пролактиноми (пухлини гіпофіза). Високий рівень пролактину вимагатиме подальшого дослідження за допомогою МРТ, за винятком випадків, коли відомо про прийом ліків, що викликають вироблення пролактину.  Якщо у дитини є будь-які неврологічні симптоми, настійно рекомендується виконання МРТ голови, для  виявлення можливих уражень головного мозку. 
У дівчаток з гіпергонадотропним гіпогонадизмом можна визначити хромосомні аномалії за каріотипом. Найпоширенішою аномалією є синдром Тернера.  У хлопчиків дослідження каріотипу показане, якщо дитина може мати вроджений дефект статевих залоз, такий як синдром Клайнфельтера.  У дітей з нормальним каріотипом дефекти синтезу стероїдних статевих гормонів надниркових залоз можна виявити за допомогою вимірювання 17-гідроксилази, важливого ферменту, який бере участь у продукції статевих гормонів. 

## Ведення пацієнтів
Метою короткострокової гормональної терапії є стимулювання початку статевого розвитку та прискорення росту, але її можна застосовувати лише у дітей з сильним дистресом або тривогою, що виникли внаслідок затримки статевого дозрівання.   Необхідно часто контролювати кістковий вік, щоб запобігти передчасному закриттю кісткових пластинок, що призведе до уповільнення росту. 

### Конституційна і фізіологічна затримка
Якщо дитина з конституційною затримкою росту та статевого дозрівання здорова, їй потрібно лише заспокоєння та прогнозування на основі кісткового віку.   Зазвичай ніяких інших втручань не потрібно, але рекомендується повторити оцінку шляхом вимірювання рівня тестостерону або естрогену в сироватці крові.    Крім того, діагноз гіпогонадизм може бути виключений, якщо підліток почав статеве дозрівання у віці 16-18 років.  
Хлопчикам старше 14 років, у яких наявне різке затримання росту або вони відчувають сильний дистрес через відсутність статевого дозрівання, можна призначити тестостерон.  Лікування тестостероном також можна використовувати для стимуляції статевого розвитку, але воно може призвести до передчасного закриття кісткових пластин, повністю зупинивши ріст.   Іншим терапевтичним варіантом є використання інгібіторів ароматази для пригнічення перетворення андрогенів в естрогени, оскільки саме естрогени відповідають за зупинку розвитку кісткової пластинки росту.  Однак через їх несприятливі ефекти найчастіше використовується лише тестостерон.  Загалом, ані гормон росту, ані інгібітори ароматази не рекомендуються для корекції конституційної затримки для збільшення росту.  
З тими же цілями дівчатам можуть призначатися естроген. 
Загалом дослідження не показали суттєвої різниці в кінцевому зрості дорослої людини між підлітками, які отримували статеві гормони, і тими, за ким лише спостерігали без лікування. 

### Недоїдання або хронічні захворювання
Якщо затримка викликана системним захворюванням або недоїданням, терапевтичне втручання зосереджується на цих станах. У пацієнтів з целіакією рання діагностика та дотримання безглютенової дієти запобігає довготривалим ускладненням і дозволяє відновити нормальне дозрівання.   У разі гіпотиреозу необхідна терапія тиреоїдними гормонами. 

### Первинна недостатність яєчників або яєчок (гіпергонадотропний гіпогонадизм)
У той час як діти із конституційною затримкою мають нормальний рівень статевих гормонів після статевого дозрівання, дефіцит гонадотропінів або гіпогонадизм можуть потребувати пожиттєвої замісної терапії статевими стероїдами. 
Дівчатам із первинною недостатністю яєчників введення естрогену слід починати з початком статевого дозрівання.  Прогестини зазвичай додають після прийнятного розвитку грудей, приблизно через 12-24 місяці після початку прийому естрогену, оскільки надто ранній початок лікування прогестином може негативно вплинути на ріст грудей.  Після прийнятного росту грудей циклічне введення естрогену та прогестину може допомогти встановити регулярні менструації після початку статевого дозрівання.   Мета лікування полягає в повному статевому дозріванні протягом 2-3 років.  Після досягнення статевого дозрівання може встановлюватися випробувальний період без гормональної терапії, для визначення, чи потребуватиме дитина лікування протягом усього життя.  Дівчата з вродженим дефіцитом GnRH потребують використання статевих гормонів, щоб підтримувати їх рівні, необхідні для індукції овуляції, особливо коли проблема фертильності є актуальною. 
Чоловіки з первинною недостатністю яєчок отримують тестостерон протягом усього життя. 
Пульсуючий режим прийому GnRH, щотижневий прийом мульти-ЛГ або ХГЛ і ФСГ можна використовувати для індукції фертильності в дорослому віці як для чоловіків, так і для жінок.  

### Генетичний або набутий дефект гормонального шляху статевого дозрівання (гіпогонадотропний гіпогонадизм)
Хлопчики старше 12 років з гіпогонадотропним гіпогонадизмом найчастіше отримують короткочасне лікування тестостероном, тоді як чоловіки з тестикулярною недостатністю отримуватимуть тестостерон протягом усього життя.    Вибір препарату (місцевий або ін’єкційний) залежить від уподобань дитини та її сім’ї, а також від того, наскільки добре вони переносять побічні ефекти.  Хоча терапія лише тестостероном призведить до початку статевого дозрівання, для підвищення потенціалу фертильності їм може знадобитися пульсуючий режим прийому GnRH або ХГЛ з ФСГ.   ХГЛ можна використовувати у хлопчиків зі спонтанним початком статевого дозрівання через непостійні форми гіпогонадотропного гіпогонадизму, а ФСГ можна додати у випадках низької кількості сперматозоїдів після 6-12 місяців лікування. 
Якщо статеве дозрівання не почалося після 1 року лікування, слід розглянути діагноз постійного гіпогонадотропного гіпогонадизму. 
Дівчата з гіпогонадотропним гіпогонадизмом починають приймати ту саму терапію статевими стероїдами, що й дівчата з конституційною затримкою, однак дози поступово збільшуються, щоб досягти повного рівня заміщення для дорослих.  Дозування естрогену титрується залежно від здатності жінки мати маткову кровотечу при відміні засобу та підтримувати належну щільність кісток.  Індукція фертильності також повинна здійснюватися за допомогою пульсуючого режиму прийому GnRH. 

### Інші
Гормон росту є ще одним варіантом лікування, однак його слід використовувати лише при його підтвердженому дефіциті   при такій патології як ідіопатичний низький зріст.  Діти з конституційною затримкою не мали користі від терапії гормоном росту.  Хоча рівні гормону росту в сироватці є низькими при конституційній затримці статевого дозрівання, вони підвищуються після лікування статевими гормонами, і в таких випадках гормон росту не рекомендується. 
Недостатнє споживання вітаміну А є одним із етіологічних факторів затримки пубертатного дозрівання. Добавки вітаміну А та заліза нормальним дітям із конституційною затримкою та недостатнім споживанням вітаміну А настільки ж ефективні, як і гормональна терапія індукції росту та статевого дозрівання. 
Розробляються нові методи лікування, спрямованих на більш специфічні модулятори осі ГГГ, включаючи кіспептин і нейрокінін B.  
У випадках серйозної затримки статевого дозрівання внаслідок гіпогонадизму важливою додатковою терапією для дитини є огляд психолога або психіатра, а також консультування та сприятливе середовище.   Перехід від педіатричного догляду до дорослого також є дуже важливим, оскільки багато пацієнтів припиняють лікування та зникають з поля зору лікарів під час цього переходу. 

## Наслідки
Конституційна затримка росту та статевого дозрівання є різновидом нормального розвитку без довгострокових наслідків для здоров’я, однак вона може мати тривалі психологічні наслідки.   Хлопчики-підлітки із затримкою статевого дозрівання мають вищий рівень тривожності та депресії порівняно з однолітками.  Діти із затримкою статевого дозрівання також демонструють зниження успішності в підлітковому віці, але характер змін в академічних досягненнях у дорослому віці не були визначені. 
Існують суперечливі дані щодо того, чи досягають діти з конституціональним ростом і затримкою статевого дозрівання свого повного потенціалу зростання.  Традиційний погляд полягає в тому, що ці діти наздоганяють свій ріст під час стрибка статевого дозрівання.  Однак деякі дослідження показують, що ці діти не досягають цільового зростання приблизно від 4 до 11 см.  Фактори, які можуть вплинути на кінцевий зріст, включають сімейний низький зріст і розвиток до статевого дозрівання. 
Затримка статевого дозрівання також може вплинути на кісткову масу та подальший розвиток остеопорозу.  Чоловіки із затримкою статевого дозрівання часто мають низьку або нормальну мінеральну щільність кісток, на яку не впливає терапія андрогенами.  Жінки частіше мають нижчу мінеральну щільність кісток і, отже, підвищений ризик переломів ще до початку статевого дозрівання. 
Крім того, затримка статевого дозрівання корелює з вищим ризиком серцево-судинних і метаболічних розладів у жінок, але також, можливо, має захисний ефект від раку грудей та ендометрію у жінок і від раку яєчок у чоловіків. 